# ヨジン (歌手)
ヨジン（朝: 여진、英: Yeojin、2002年11月11日 - ）は、韓国の女性歌手。韓国のガールズグループ「Loossemble」のメンバーで、「今月の少女」の元メンバー。CTD ENM所属。本名はイム・ヨジン（朝: 임여진、漢: 林汝眞）。

## 来歴
2002年11月11日、韓国の大邱広域市で生まれる。
デビュー前に大邱にある「ファイブミュージック & ダンススクール」の芸能人オーディションクラスで、ダンスと歌を習っていた。
2017年1月4日に「今月の少女」の4番目のメンバーとして公開され、1月16日に「Yeojin」でソロデビュー。
2018年8月20日、「今月の少女」のメンバーとしてデビュー。
2022年2月28日、他のメンバーらとともに新型コロナウイルスに感染。それに伴い、「今月の少女」として出演する予定であった『QUEENDOM 2』の一次競演の収録に参加せず、棄権することとなった。
2023年6月16日、元所属事務所との専属契約効力停止仮処分申請で勝訴判決を得て、Blockberry Creativeとの専属契約を終了。
7月5日、CTD ENMとの専属契約を締結。
9月15日、「Loossemble」のメンバーとして再デビュー。

## 人物・エピソード
身長は148cmで、当時の「今月の少女」のメンバーの中では一番身長が小さかった。象徴物はオレンジ、カエル、デイジー。ロールモデルは神話。
「今月の少女」ではどのユニットにも所属していない唯一のメンバーだった。
同い年でヨジンと同じ高校を卒業したCherry Bulletのチェリンと交友関係がある。ストリートウーマンファイターに出演したダンサー・ヨジンとも親交があり、自身の誕生日である11月に誕生日プレゼントを贈ってもらったことを『V LIVE』で言及した。また、そのことについて、ダンサーであるヨジンがInstagramのストーリーにて反応を示した。 
母親に「あなたが運転免許を取得したら世界が崩壊する」と止められているため、運転免許証は取得していない。 

## 作品

### 単独作品
| リリース年    | アルバム名 | 収録曲                                                  |
| ------------- | ---------- | ------------------------------------------------------- |
| 2017年1月15日 | Yeojin     | 1. 키스는 다음에 (Kiss Later) 2. My Sunday 3. My Melody |

### 参加作品
| リリース年 | 収録アルバム | 参加楽曲    |
| ---------- | ------------ | ----------- |
| 2021       | Yum-Yum      | Yum-Yum     |
| 2021       | Yummy-Yummy  | Yummy-Yummy |

## ソロシングル
Yeojin (ヨジン)は、今月の少女プロジェクトでハスルの次に発表された四番目の少女であるヨジンのソロシングル。2017年1月15日にBlockBerry Creativeからリリースされ、Danalエンターテインメントから発売された。
アルバムの形態はヨジン単体のソロバージョン、ヒジンとヒョンジンと共に写っているLOONA & Yeojinバージョン、ハスルとのツーショットバージョンの計三種類展開されている。

### 収録曲
1. 키스는 다음에 (Kiss Later)
作詞：ファン・ヒョン (MonoTree), シンアニェス (MonoTree)
作曲、編曲：ファン・ヒョン (MonoTree)
2. My Sunday
作詞：GDLO (MonoTree), シンアニェス (MonoTree)
作曲：キム・ユソク (MonoTree), チュ・デグァン, GDLO (MonoTree)
編曲：チュ・デグァン, キム・ユソク (MonoTree)
3. My Melody
作詞：GDLO (MonoTree), シンアニェス (MonoTree)
作曲：キム・ユソク (MonoTree), チュ・デグァン, GDLO (MonoTree)
編曲：チュ・デグァン, キム・ユソク (MonoTree)

### 楽曲解説
키스는 다음에 (Kiss Later)
タイトル曲。軽やかさと潑剌感が込められたキャンディポップジャンルの楽曲。「今はまだ幼いから勉強を沢山して大学に入ったらキスしよう」という内容が歌詞に込められている。ミュージック・ビデオはDigipediが制作し、童話『かえるの王さま』をモチーフにしている。
My Sunday・My Melody
「My Sunday」はヒジンとヒョンジンが歌唱し、「My Melody」はヨジンとハスルが歌唱。二曲は共通して一つの伴奏・メロディーで成り立っているが、サビでは各自が違うメロディーへと変化する。ミュージック・ビデオは全編台湾で撮影された。